# José Fernandez Hiền
José Fernandez (1775-1838), tên Việt Nam là Hiền, là một linh mục thuộc Dòng Đa Minh, được Giáo hội Công giáo Rôma tôn phong Hiển Thánh vào năm 1988.
Ông sinh ngày 3 tháng 12 năm 1775 tại Giáo phận Avila, vương quốc Tây Ban Nha. Ông khấn lần đầu dòng Đa Minh ở tuổi 27 tại Tu viện Thánh Phaolô và tiếp tục học thần học tại học viện của dòng. Sau khi thụ phong linh mục, ông gia nhập Tỉnh hạt Rất Thánh Mân Côi ở Philippin nên đáp tàu đến Manila.
Ngày 18 tháng 2 năm 1806, một chiếc thuyền Anh quốc đưa ông cập bến Cửa Hàn, Đà Nẵng, thời Gia Long. Ông học tiếng bản xứ và nhận tên Việt là Hiền. Ông nhận bài sai phục vụ giáo xứ Kiên Lao, đảm nhiệm Giám đốc Đại chủng viện và Bề Trên Tiểu chủng viện Ninh Cường.
Cuối năm 1837, ông bị bắt. Quan khuyên ông bỏ đạo, đạp lên Thánh Giá, ông đáp: "Tôi đến đây không phải để phục vụ vua chúa trần gian này mà chỉ để rao giảng Đạo Đức Chúa Trời thôi".
Trưa ngày 24 tháng 7 năm 1838, ông bị trảm quyết.